# Tunnel Masserberg
Der Tunnel Masserberg ist ein Eisenbahntunnel der Neubaustrecke Ebensfeld–Erfurt von 1051 m Länge zwischen den Streckenkilometern 135,972 und 137,023.
Er liegt in den Landkreisen Saalfeld-Rudolstadt und Hildburghausen.

## Verlauf
Die zweigleisige Röhre unterquert ein Forstgebiet. Die Überdeckung beträgt bis zu 55 m (bezogen auf Schienenoberkante).
Der Tunnel hat einen Notausgang bei Streckenkilometer 136,808 der über einen 264 m langen, begehbaren Rettungsstollen an einen Rettungsplatz am Nordportal angebunden ist.

## Geschichte
Am 1. April 2008 erschien im Elektronischen Amtsblatt der Europäischen Union die Vorankündigung über die beabsichtigte Bauvergabe des Bauabschnitts 3212 (Südlicher Thüringer Wald) der Neubaustrecke, zu dem der Tunnel Masserberg zählt. Für den 2,3 km langen Abschnitt, zu dem auch der benachbarte Tunnel Rehberg sowie die Dunkeltal- und Rehtalbrücke gehören, wurde mit einer Vergabesumme (ohne Mehrwertsteuer) von 55 Millionen Euro gerechnet.
Am 25. August 2010 wurde der Tunnel als elfter der 14 in Thüringen liegenden Tunnel der Strecke feierlich angeschlagen. Als Tunnelpatin fungierte die Thüringer Landtagsabgeordnete Sabine Doht. Die Investitionssumme liegt bei 23 Millionen Euro. Der Tunneldurchschlag war am 31. März 2011. Er wurde am 4. Mai 2011 offiziell gefeiert.
Der Tunnel wurde in Neuer Österreichischer Tunnelbauweise von Nord nach Süd vorgetrieben. Insgesamt waren rund 226.000 m³ Aushubmaterial angefallen, das auf der Deponie Masserberg Ost (50° 31′ 58″ N, 10° 59′ 57″ O) endgelagert wurde.
Die Bauarbeiten sollten im Frühjahr 2013 abgeschlossen werden. Am 28. September 2013 wurde die Fertigstellung des Bauwerks mit einem Tag des offenen Tunnels gefeiert, rund 2000 Anwohner und interessierte Besucher nahmen daran teil. Am 25. März 2017 fand eine Rettungsübung mit etwa 30 als verletzt angenommenen Menschen im Tunnel statt. Am 20. Mai 2017 fand eine weitere Rettungsübung, mit 60 „Verletzten“ und 350 Einsatzkräften statt.
Am 28. Februar 2019 entschied das Bundesverwaltungsgericht über eine Klage des Landes Thüringen und des Landkreises Sonneberg zur Größe verschiedener Rettungsplätze an der Strecke. Bei einem Rettungsplatz des Blessbergtunnels gab das Gericht den Klägern Recht, u. a. in Bezug auf den Tunnel Masserberg wurde die Klage dagegen abgewiesen.